# Mastu
Pour les articles homonymes, voir Becker.
Théo Becker, connu sous le pseudonyme Mastu, né le 8 novembre 1997 à Reims, est un vidéaste web et chanteur français.

## Biographie

### Études
Adolescent, Théo Becker s'oriente vers un baccalauréat scientifique qu’il obtient au lycée ESTIC de Saint-Dizier, malgré une note de 2 sur 20 en mathématiques. Il poursuit ses études à la faculté de biologie de Nancy mais arrête après cinq mois. Il se refugie dans la création et la publication de vidéos sur une chaîne YouTube intitulée Masturbatman, super-héros né de son esprit, combinaison de Batman et de masturbation. Il essaie de reprendre ses études avec un DUT MMI mais arrête les études de nouveau après quelques mois.

### YouTube
La publication d'une vidéo au volant de son véhicule croisant un inspecteur d'auto-école fait le buzz et le fait connaître. En 2017, pour éviter la démonétisation de ses vidéos, il raccourcit son pseudonyme en Mastu. Créateur de contenu, il consacre une vidéo entière à la critique de l’article 13 de la directive européenne sur les droits d’auteur. Vainqueur du concours FantaXYou, il conçoit une publicité pour la marque Fanta,,.
En 2018, Mastu intègre la RedBox, un collectif de YouTubeurs monté par Amixem où il se lie d'amitié avec Joyca, un autre vidéaste. Il quitte la RedBox deux ans plus tard avec ce dernier pour s'installer dans un nouveau local dédié à leurs créations, baptisé le L.O.A.T. (pour « Local Of All Time »).
Leurs vidéos communes comptent des millions de vues sur YouTube.
On peut citer parmi elles Clash Assassins réalisée en partenariat avec Ubisoft pour la sortie du jeu vidéo Assassin's Creed Valhalla. Le son entre dans le top 100 des singles de la SNEP sur la troisième semaine du mois de novembre 2020. 
En 2019, Mastu réalise une vidéo rémunérée en immersion aux côtés de volontaires en service civique avant de partager son expérience lors d'une agora en présence des ministres Jean-Michel Blanquer et Emmanuelle Wargon.
En août 2020, Mastu écrit les paroles de Déprime, un single qu’il sort le 13 février 2021 et dans lequel il dénonce les dérives du monde de YouTube et aborde la dépression dont il est atteint, notamment à la suite de son parcours professionnel. En 2021, il fait partie des vidéastes participant au projet caritatif Run for the Oceans organisé par Adidas et l’association Parley. 

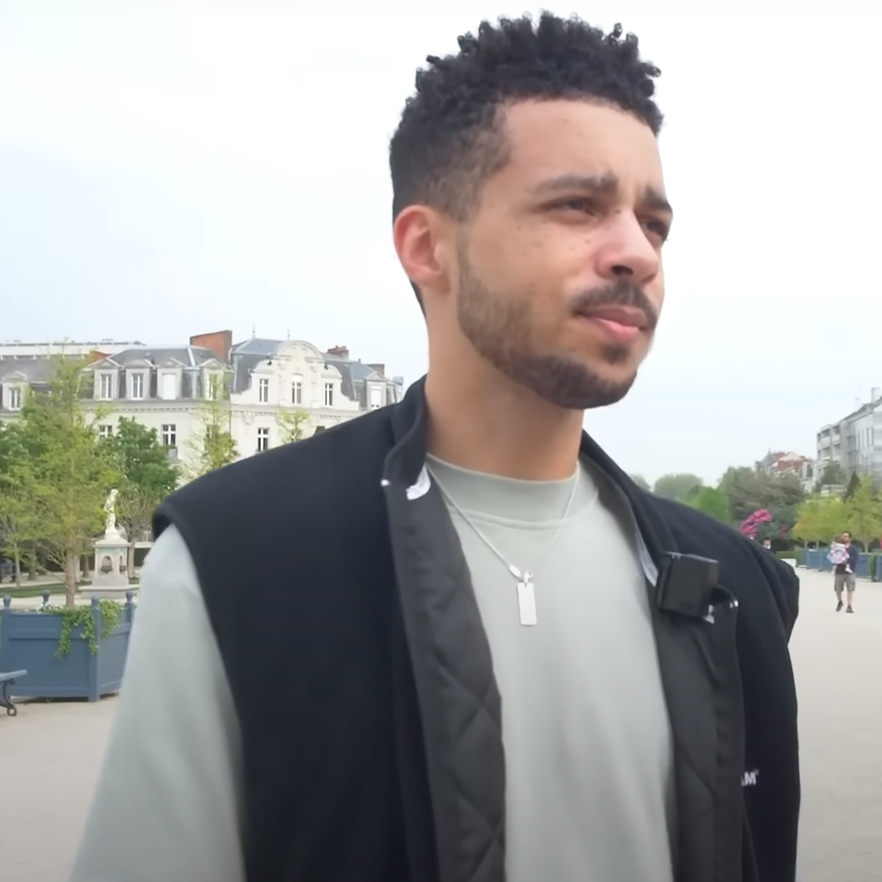
Mastu en 2022

Après s'être installé dans leur local avec Joyca, tous deux débutent une série de vidéos dans lesquelles ils vloguent leur quotidien au L.O.A.T. En octobre, Mastu est premier des tendances sur YouTube et Twitter à la suite de la diffusion d'une vidéo sur sa transformation physique après plusieurs mois de musculation,,. Désigné par YouTube comme l'un des créateurs français qui ont marqué l'année, Mastu est également l'un des dix créateurs qui ont gagné le plus d'abonnés en France en 2021. Il est l'un des dix créateurs de vidéo sélectionnés par YouTube et Brut pour monter les marches du Festival de Cannes 2022,.
Il est le créateur de contenu français sur YouTube à avoir gagné le plus d'abonnés en 2022 devant MrBeast en français et Michou.
Le 21 décembre 2022, il explique dans une vidéo YouTube avoir le besoin de prendre une pause. Il subit en effet du harcèlement : « des personnes le suivent jusque chez lui et sonnent sans arrêt ».
Le 9 février 2023, il annonce à l'occasion d'un live Twitch qu'il arrête sa pause et reprend YouTube. Il s'exprime également sur la pression exercée sur les créateurs de contenus.
Son retour est marqué par de nombreux projets de vidéos comme Nuit Blanche (dont Bigflo et Oli ont été les invités lors d'un épisode) ou encore la série CrazyTown diffusé sur Twitch et qui rencontre un grand succès, à tel point que le vidéaste dévoile une deuxième saison en octobre 2023, saison qui s'achève (en même temps que la série) début novembre[réf. nécessaire].

## Discographie
- 2020 : Clash Assassins avec Joyca
- 2021 : Déprime
- 2021 : Quotidien
- 2022 : Balade à deux
- 2022 : Tsunami avec Sheli-Rose